# سوپرمارین اس.۵
سوپرمارین اس. ۵ (به انگلیسی: Supermarine_S.5) یک هواگرد ملخ‌پیشین تک‌موتوره ساخت شرکت Supermarine است. هواگرد سوپرمارین اس. ۵ نخستین پروازش را در ۷ ژوئن ۱۹۲۷ میلادی انجام داد. این هواگرد در سال ۱۹۲۷ میلادی رسماً معرفی گردید. در مجموع، تعداد ۳ فروند از این هواگرد ساخته شده‌است.
طراح این هواگرد، Reginald Mitchell بود.